# Silver the Hedgehog
Silver the Hedgehog (シルバー・ザ・ヘッジホッグ?, Shirubā za Hejjihoggu) è un personaggio immaginario primario appartenente alla serie di videogiochi a piattaforme Sonic the Hedgehog.
È un riccio bianco antropomorfo con gli occhi gialli che viene dal futuro. È un personaggio a sé stante da Sonic, e il suo ruolo dipende dalle situazioni, ma il suo contributo è sempre più che rilevante.

## Descrizione

### Creazione e sviluppo
La creazione di Silver è avvenuta durante le prime fasi di sviluppo dei livelli di Sonic the Hedgehog, dove gli sviluppatori stavano provando a creare degli enormi livelli con percorsi multipli da attraversare. Con l'introduzione di un nuovo motore fisico che avrebbe dato una maggiore profondità all'esperienza di gioco, il team di sviluppo decise di includere un nuovo personaggio con delle abilità uniche per avere così un modo alternativo di giocare ai vari livelli. Questo portò a concepire Silver come un personaggio dotato di poteri psicocinetici. Le prime bozze di Silver lo descrivono come in grado di utilizzare dei "poteri speciali" di origine sconosciuta ricevuti dagli Smeraldi del Caos, ma questo dettaglio verrà poi rimosso dal gioco finale. Shiro Maekawa, sceneggiatore di Sonic the Hedgehog, si basò su Trunks del futuro della serie di Dragon Ball.
Secondo un'intervista presente nei contenuti extra del gioco Sega Mega Drive Ultimate Collection svolta allo sviluppatore di SEGA, Shun Nakamura, le abilità di Silver erano state originariamente progettate per un gioco d'azione diverso in cui il personaggio non sarebbe apparso. Durante lo sviluppo di Sonic the Hedgehog iniziato nel corso del 2005, era in cantiere un altro gioco mai pubblicato intitolato Fifth Phantom Saga, sempre ad opera di Sonic Team, nel quale sarebbero state presenti delle meccaniche di gioco incentrare sull'uso di abilità simili a quelle impiegate da Silver. Gli sviluppatori volevano incorporare delle funzionalità che enfatizzassero le tecniche del personaggio, così si cominciò a dargli delle nuove caratteristiche che nessun personaggio di Sonic aveva. Il team di progettazione sviluppò oltre cinquanta concetti diversi per il personaggio prima di ottenere quello che sarebbe stato il suo aspetto definitivo, uno dei primi prototipi presentava un animale somigliante ad un riccio che indossava una cuffia futuristica ed aveva alcuni segni distintivi sui capelli. Quest'ultimi furono molto particolari da caratterizzare ed uno dei membri ebbe l'idea di renderli a forma di sciarpa, somiglianti a quelli di Sonic, ma più voluminosi. Da questa idea, il team scelse di chiamarlo inizialmente Venice (ヴェネツィア?, Venetsu), per renderlo più coerente con la storia dato che il regno di Soleanna, la località in cui sono ambientate le vicende di Sonic the Hedgehog, è ispirata per l'appunto alla celebre città italiana di Venezia. Tuttavia, gli sviluppatori scelsero di cambiargli il nome, temendo che questo non stesse bene con il resto del cast. Dopo molte discussioni, si finalizzò il nome Silver e la sua specie, un riccio.
L'ultimo dettaglio che rimaneva per completare la sua creazione era scegliere il colore. Originariamente si pensò di impiegare l'arancione per la pelliccia, ma poi si decise di renderla bianca-grigia. Durante le fasi di sviluppo dei modelli dei personaggi e delle varie texture, i programmatori si concentrarono maggiormente su quest'ultime e questo portò a lasciare Silver di colore bianco-grigio, donandogli così anche il nome definitivo, difatti Silver in inglese significa argento.
Nel suo design attuale, Silver indossa dei polsini d'oro sui polsi, sulle gambe, sui guanti e sugli stivali. I suoi polsini hanno anche del ciano al loro interno. Gli stivali di Silver sono di color indaco ai lati e di color verde acqua sulle punte. Nelle punte è anche presenta una linea bianca. Al centro delle scarpe vi sono delle gemme rosse come ornamento. I suoi guanti hanno un cerchio azzurro che gli permettono di utilizzare i suoi poteri psichici, detti ESP, anche dagli stivali.

### Aspetto
Silver è un riccio bianco con occhi giallo dorati. Ha due grossi aculei dietro la testa e cinque aculei che partono dalla fronte. Al contrario di Sonic e Shadow non porta scarpe da corsa, ma degli stivali bianchi e blu con la punta azzurra e con una gemma rossa. Ha dei guanti bianchi con un cerchio azzurro. L'aspetto differenzia da quello di Sonic e Shadow in maniera appunto più futuristica.

### Poteri e abilità
Silver è dotato di poteri psichici (psicocinesi) e può planare per un po' di tempo grazie alle sue capacità psichiche.
- Psicocinesi (サイコキネシス?, Saikokineshisu): Nei vari giochi, Silver ha la capacità di muovere oggetti o persone con la forza del pensiero.[10][11] La Psicocinesi totale (全体サイコキネシス?, Zentai saikokineshisu) è invece una versione potenziata.
- Chaos Control (カオスコントロール?, Kaosu Kontorōru): In Sonic the Hedgehog, Silver utilizza il Chaos Control contemporaneamente con Shadow, creando un varco temporale, ma non può usarlo nei vari livelli.
- Levitazione (レビテート?, Rebitēto): Silver, sempre grazie alle sue capacità superiori come la telecinesi, riesce a planare per un breve periodo di tempo.[10][12]
- Colpo fermo (ホールドスマッシュ?, Hōrudosumasshu, "Hold Smash"): Silver può lanciare gli oggetti che tiene sospesi con i suoi poteri.[10]
- Elettroshock (サイコスマッシュ?, Saikosumasshu, "Psycho Smash"): Una delle sue mosse chiave, utile per scagliare via i nemici.[10]
- Shock (サイコショック?, Saikoshokku, "Psycho Shock"): Variante potenziata dello Shock con cui Silver può paralizzare i nemici.[10]
- Teletrasporto (テレポダッシュ?, Terepodasshu, "Teleport Dash"): Versione potenziata della levitazione che Silver può usare per spostarsi in aria più velocemente senza subire danni.[10]
- Chronos Control: Nel fumetto americano pubblicato da Archie Comics, Sonic the Hedgehog, Silver usa il Chronos Control per viaggiare nel tempo usando un Chaos Emerald.[13]

Come Sonic, Silver può raggiungere lo stadio Super e diventare così Super Silver (スーパーシルバー?, Sūpā Shirubā) con i 7 Smeraldi del Caos.

### Personalità
Nella sua incarnazione in Sonic the Hedgehog Silver è in origine molto timido e ingenuo e spesso se lasciato da solo a combattere diventa molto insicuro per questo preferisce sempre essere affiancato da Blaze, sua partner e interesse amoroso. Come afferma nel gioco d'esordio, non saprebbe che cosa fare senza di lei. Tutti questi aspetti del suo carattere lo mettono in contrapposizione a suo antenato Shadow che appare sempre freddo, serio, deciso e sicuro di se. Dopo il chiarimento sulle reali intenzioni di Mephiles, tuttavia, ha modo di riportare in vita Sonic sfruttando un'intuizione comprendente l'utilizzo dei Chaos Emerald.
Dopo l'annullamento degli eventi del gioco, nei titoli successivi Silver appare meno ingenuo, ma sempre mosso dal suo senso di giustizia e dal suo grande potere, e affronta le missioni che gli vengono assegnate con serietà ed efficienza, come in Sonic Forces, dove appare come uno dei generali della resistenza e decide di affrontare coraggiosamente Infinite in prima persona.

### Doppiaggio

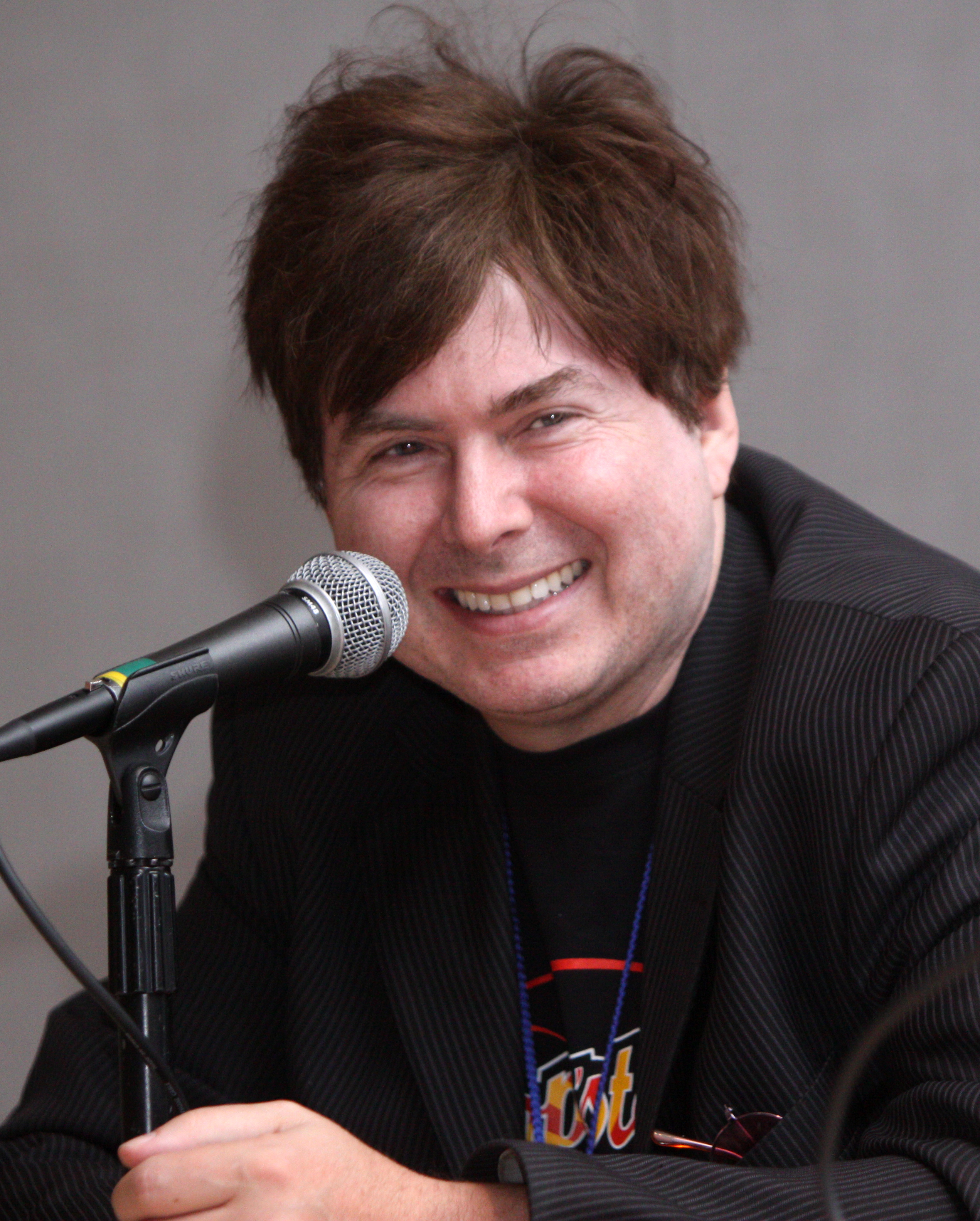
Quinton Flynn nel 2012

Fin dalla sua prima apparizione in Sonic the Hedgehog nel 2006, Silver viene doppiato in giapponese dal seiyū Daisuke Ono, che tuttora ricopre il ruolo. Nelle versioni americane dei videogiochi a prestargli la voce si sono susseguiti Pete Capella da Sonic the Hedgehog a Mario & Sonic ai Giochi Olimpici Invernali, Quinton Flynn da Sonic Colours e Sonic Free Riders a Sonic Forces e Bryce Papenbrook che lo doppia da Team Sonic Racing in poi.
Silver è doppiato in italiano da Davide Albano a partire da Sonic Generations.

## Biografia

### Videogiochi

#### Prefazione
Silver ha tre storie contrastanti in Sonic the Hedgehog.
Sul sito web del gioco, viene detto che proviene da un futuro felice in cui nulla è stato distrutto e decide di recarsi nel passato per conoscere le sorti del suo mondo ed impedirne il degrado. Nella guida ufficiale, viene detto che proviene dal presente e finisce nel futuro; qui apprende che il mondo verrà distrutto e decide di recarsi nuovamente nel presente per evitare ciò (sebbene però questa versione della storia si riveli incoerente con quanto mostrata nella scena iniziale della storia del personaggio). La storia del gioco invece presenta Silver come un porcospino che vive in un lontano futuro, distante almeno di duecento anni agli eventi cronologici di Sonic the Hedgehog, il suo mondo è disastrato e in degrado e perciò prende la decisione di tornare indietro nel tempo per cambiare gli avvenimenti del suo mondo in meglio.
In Sonic Rivals e in Sonic Rivals 2 invece si reca nel tempo presente per evitare che vi siano dei cambiamenti in quella linea temporale, in quanto questo porterà alla distruzione dell'universo in cui vive.

#### Anni 2000
Il suo esordio avviene in Sonic the Hedgehog. In un futuro lontano e apocalittico, Silver, assieme alla sua amica, la pirocinetica Blaze, lavorano assieme in modo costante per sconfiggere il mostro Iblis. Tuttavia i loro tentativi sono vani, Iblis è immortale e può risorgere. Frustrato da questo, Silver pensa disperatamente ad un modo per distruggerlo permanentemente, e viene a sapere da un misterioso individuo, Mephiles, chi è la persona che permette la vita di Iblis e responsabile della sua risurrezione. Infine gli rivela che deve uccidere quella persona per impedire il ritorno di Iblis. Mephiles ritiene che lo scagnozzo di Iblis sia Sonic, dopo questo Mephiles se ne va. Blaze e Silver tornano indietro nel tempo, quando Sonic era ancora in vita, i due si separano per trovarlo.
Silver trova Sonic dopo aver fallito nel salvare la principessa Elise dal Dr. Eggman durante il festival del sole, ma viene scambiato per Sonic da Amy e così viene fermato il suo attacco. Amy decide di aiutarlo cercando anche lei la persona che cercava a sua volta Silver e il riccio argentato accetta. Dopo questo Silver decide di aiutare Amy per ricambiare il favore, anche se i due non sanno che stanno cercando la stessa persona cioè: Sonic. Più tardi, Silver trova Sonic e lo attacca. Inizialmente Sonic ha il sopravvento e poi chiede a Silver se stava bene. Silver usa un attacco psichico e spinge Sonic contro una struttura, facendogli così perdere le forze. Silver ricorda quello che gli aveva detto Mephiles e così pensa che se Sonic fosse stato indebolito allora anche Iblis lo sarebbe stato. Sonic cerca di correre via prima che lo prenda Silver e per salvare Elise per la seconda volta dal Dr. Eggman, ma Silver lo ferma. Quando sta per dare il colpo di grazia a Sonic, interviene Amy permettendo così a Sonic di fuggire. Silver rivela ad Amy della devastazione del suo mondo a causa delle azioni di Sonic, ma Amy gli dice che Sonic non avrebbe mai fatto una cosa del genere, che avrebbe scelto Sonic anche se quello che gli aveva detto diventasse vero e Silver se ne va. Silver pensa se è meglio o no uccidere Sonic per salvare il futuro e se è veramente la cosa giusta da fare.
Blaze trova Silver su delle banchine e dopo una conversazione, lei lo convince a salvare il futuro ad ogni costo. Dopo aver fallito nel rintracciare Sonic in una base di Eggman situata in montagna, incontrano Mephiles che gli dice che Sonic è a Terminal Station. Dopo averlo rintracciato, Silver paralizza Sonic con il suo potere psichico e di conseguenza il Dr. Eggman cattura nuovamente Elise nella confusione. Quando sta per ucciderlo, arriva Shadow che viene scambiato inizialmente per Mephiles da Silver. Shadow interviene per permettere a Sonic di fuggire nuovamente.
Durante il combattimento, Shadow usa il Chaos Control per fermare il pugno di Silver e così lo colpisce con un calcio sul collo, così facendo Silver cade a terra. Rifiutando di essere sconfitto e disperato perché non sa come salvare il suo mondo, Silver tira fuori il suo Chaos Emerald e con gran sorpresa di Shadow, utilizza un Chaos Control allo stesso tempo di quello di Shadow, così facendo aprono un portale spazio tempo ambientato nella Soleanna di 10 anni prima. Shadow dice a Silver delle vere intenzioni di Mephiles, dopo questo i due decidono di tornare al giorno in cui venne creato il progetto di Solaris e per vedere come era veramente accaduto. Una volta arrivati, Shadow e Silver diventano testimoni del fallimento del progetto nel primo tentativo di realizzazione, all'improvviso una macchina esplode e il duca di Soleanna viene ferito gravemente mentre proteggeva Elise che aveva solamente sette anni durante l'esplosione.
Il duo di ricci si divide, Shadow continua la ricerca di Mephiles e Silver continua la ricerca di Iblis. Il duca dà a Shadow uno scettro dell'oscurità per imprigionare Mephiles. Silver rintraccia Iblis e lo paralizza con la psiche, dopo questo, mentre il duca sta per morire dà a Silver la possibilità di usare un Chaos Emerald per imprigionare Iblis nel corpo senza vita di sua figlia. Dopodiché il duca porta Elise in un posto sicuro dove gli dice di non piangere, per evitare di risvegliare Iblis, queste sono le ultime azioni del duca prima di morire. Silver porta Elise fuori dal laboratorio dove incontra Shadow, che viene catturato da Mephiles. Shadow utilizza lo scettro dell'oscurità assieme ad Elise, sapendo cosa sarebbe successo nel futuro, dopo questo entrambi i porcospini aprono un altro portale per il presente, dove Shadow salta immediatamente. Tuttavia Silver, lo segue dopo aver sentito Elise chiamare il padre mentre dormiva. Sentendosi dispiaciuto per lei, Silver dà ad Elise il suo Chaos Emerald blu come portafortuna. Dopo questo segue Shadow attraverso il portale.
Dopo il loro ritorno, Silver rivela a Blaze che Mephiles ha mentito riguardo a Sonic che sarebbe la persona che permette la vita di Iblis, allo stesso tempo si rende conto che Eggman aveva l'intenzione di liberare Iblis e così si reca da Sonic per salvare Elise da Eggman, arrivando giusto in tempo per salvare Sonic da una piccola armata di robot di Eggman. Inizialmente Sonic è sorpreso, ma alla fine accetta il suo aiuto. Tuttavia non fanno tutto ciò prima che l'Egg Carrier venga distrutto vicino ad una montagna ed esploda, uccidendo sia Elise che Eggman. Dopo un momento di lutto, Sonic e Silver usano il Chaos Control per permettere a Sonic di tornare in tempo prima che l'Egg Carrier esploda e per salvare la principessa. Sonic dà il suo Chaos Emerald a Silver per permettere a Silver e Blaze di tornare nel loro tempo. Dopo essere tornati nel futuro, Silver e Blaze sconfiggono Iblis ancora una volta, il riccio cerca di usare se stesso come contenitore di Iblis, che però non viene accettato dal mostro. Blaze riesce ad imprigionare Iblis al suo interno e usa il Chaos Control per teletrasportate se stessa in un'altra dimensione per impedire il ritorno di Iblis, nonostante lo sgomento e la tristezza di Silver.
Più tardi, dopo che Mephiles ha ucciso Sonic ed Iblis è ritornato, Silver è uno dei personaggi che viene teletrasportato nella dimensione di Solaris, dove lui e gli altri lavorano assieme per ottenere i Chaos Emerald per far rivivere Sonic e sconfiggere Solaris. Alla fine, Sonic, Shadow e Silver vincono la battaglia e distruggono Solaris. Sonic ed Elise navigano indietro nel tempo quando Solaris era solamente una fiamma per sconfiggerlo. Con la sua sconfitta definitiva, gli eventi del gioco sono stati cancellati dalla storia. Il mondo di Silver, nel frattempo, è tornato ad essere un luogo fertile e rigoglioso (Blaze, ritornata, riprende la sua vecchia attività con Silver). Nonostante ciò è possibile che il futuro sia ancora in preda alla rovina di Iblis, come visto nei giochi successivi, ma questa non è una notizia totalmente negativa visto che il mondo esiste ancora e le due metà di Solaris sono state sconfitte una volta per tutte.
Silver è uno dei rivali di Sonic ed un personaggio giocabile in Sonic Rivals. Intercetta un segnale di soccorso anche se non sa chi è stato a mandarlo. Più tardi capisce che colui che aveva mandato il segnale era Eggman Nega. Silver decide di portare indietro Eggman Nega nel futuro dove dovrebbe stare. Silver possiede anche dei costumi alternativi. Nonostante gli eventi avvenuti in Sonic the Hedgehog, Sonic non riconosce Silver e, in quanto gli eventi sono stati cancellati dalla storia si conoscono per la prima volta. I due quindi hanno dimenticato completamente gli eventi avvenuti precedentemente (è implicito, dato che Sonic ed Elise dovrebbero aver conservato parte dei loro ricordi come mostrato nella scena finale).
Riappare nel sequel del titolo precedente, Sonic Rivals 2. Proviene dal futuro ancora una volta e cerca di salvare il passato ed il futuro, nascondendo dei Chao per impedire all'Ifrit di raggiungere la piena potenza. Espio prende l'ordine da Vector di seguire Silver, nonostante l'ordine dato i due collaborano in diverse situazioni.
Silver compare nella versione DS di Sonic Colours dove incontra Sonic e Tails a Sweet Mountain. Qui la volpe legge un'insegna con scritto che quel posto era il "futuro", Silver ride dicendo che il futuro non aveva niente a che fare con Sweet Mountain, affermando che il suo tempo era molto più divertente, confermando così che la sua linea temporale è stata definitivamente salvata dopo gli eventi di Sonic Rivals 2. Qui Silver chiede a Sonic di distruggere venti robot di Eggman, una volta fatto ciò, il porcospino bianco gli chiede se avesse bisogno d'aiuto, ma Sonic gli dice che c'è l'avrebbe fatta da solo. Così Silver decide di andare a far un giro con l'amica Blaze, ma vengono fermati entrambi da Orbot e Cubot ma i due spaventano i robot con i loro poteri di fuoco e psichici. In seguito il duo chiede a Sonic di completare una missione a tempo, dopo ciò ringraziano Sonic e questi si reca altrove.

#### Anni 2010
Riappare in Sonic Generations come il terzo boss rivale di Sonic moderno. La battaglia prende atto in un'autostrada fatiscente all'interno di Crisis City. Nel gioco, Silver possiede un Chaos Emerald e decide di sfidare Sonic in una battaglia per vedere se fosse il vero Sonic oppure un falso. Dopo aver perso, dà a Sonic il suo smeraldo. Più tardi Silver incoraggia i due Sonic nel livello Center of Time, assieme a Blaze e Cream. Una volta che il tempo è stato messo a posto, Silver festeggia il compleanno di Sonic dove viene visto conversare con Blaze e Shadow. Nella versione 3DS di Sonic Generations, Silver può essere affrontato nel livello Tropical Resort. In questa versione, ha la velocità di Sonic come nei due Sonic Rivals. Usa il teletrasporto e la telecinesi per arrivare prima di Sonic.
Compare in Sonic Forces come uno dei comandanti della resistenza, tornando dal futuro per evitare che il mondo venga rovinato ancor prima dell'avvento di Iblis.

#### Altre apparizioni
Altre apparizioni secondarie del personaggio avvengono in Sonic e gli Anelli Segreti dove è sbloccabile nella modalità Party, in Sonic Riders: Zero Gravity dove è un personaggio sbloccabile di tipo Fly ma non ha un ruolo nella storia del gioco, compie dei cameo nel livello giorno Empire City di Sonic Unleashed esclusivamente nelle versioni per PlayStation 3 e Xbox 360 dove compare un cartello pubblicitario con la scritta "Silver Beach", in Sega Superstars Tennis come spettatore nel campo Green Hill Zone e come adesivo e trofeo da collezionare in Super Smash Bros. Brawl dove può essere visto anche occasionalmente nel livello Green Hill Zone assieme a Tails e Knuckles mentre attraversa una collina a forma di giro della morte. In Sonic e il Cavaliere Nero veste i panni di Sir Galahad, come cavaliere della Tavola Rotonda, dove tuttavia è assente nella trama principale e può essere giocato esclusivamente nella modalità multigiocatore una volta sbloccato.
Appare anche in Mario & Sonic ai Giochi Olimpici Invernali, Sonic Free Riders, Mario & Sonic ai Giochi Olimpici di Londra 2012, Sonic Jump (nel remake del 2012), Sonic Dash, Mario & Sonic ai Giochi Olimpici Invernali di Sochi 2014, Sonic Runners, Mario & Sonic ai Giochi Olimpici di Rio 2016, SEGA Heroes, Team Sonic Racing, Mario & Sonic ai Giochi Olimpici di Tokyo 2020 e Sonic Racing: CrossWorlds come personaggio giocabile.
Doveva ricoprire un ruolo giocabile in Mario & Sonic ai Giochi Olimpici assieme ad Omega, Rouge, Cream (divenuta in seguito un arbitro nelle varie competizioni) e Donkey Kong ma come gli altri è stato scartato nella versione finale del gioco.
In Monster Super League è apparso durante un evento speciale tenutosi nel luglio 2019 dove i giocatori avevano la possibilità di catturarlo ed in seguito utilizzarlo come astromostro nella propria squadra.

### Versioni alternative

#### Fumetti
Nella serie Sonic the Hedgehog, pubblicata da Archie Comics, Silver è un membro dei Knight of Kronos in allenamento, dotato di poteri psichici derivati un futuro post apocalittico alternativo nell'anno 3437 P.X.E. Appare per la prima volta nella serie a Mobius Prime, dove cammina sopra le acque del fiume Never Lake posto nel Regno di Mercia dove incontra Rob o' the Hedge e sua moglie Alicia per dirgli che aveva bisogno di trovare Sonic poiché il suo futuro dipendeva da quest'ultimo. Così Rob si offre di fargli da guida, e i due viaggiano fino a giungere al Freedom HQ utilizzando il Super Warp Ring di Silver, un anello con la capacità di teletrasportarsi, dove apprendono da Sally e Alicia che Sonic si trovava su Moebius, un mondo che Silver già conosceva. Così il porcospino d'argento si teletrasporta con Rob sul luogo in cui si trova Sonic e si aggiungono ad uno scontro di mischia tra Sonic, Scourge, Amy Rose, Rosy the Rascal, Metal Sonic v3.0 e Shadow.
Così Silver decide di interrompere lo scontro, fermando tutti i partecipanti mediante i suoi poteri psichici per poi spiegare che il suo futuro è stato sconvolto a causa di qualcuno che aveva tradito i Freedom Fighters e l'unico potenziale colpevole poteva essere esclusivamente Sonic. Tuttavia Rob ricorda dell'eroismo di quest'ultimo in più occasioni e Silver comincia a nutrire dei dubbi riguardo all'effettiva colpevolezza del porcospino blu, a questo punto Scourge riprende ad attaccare i presenti mentre Sonic si allea con tutti gli altri per sconfiggerlo, tuttavia l'avversario non si rivela così facile e si trasforma in Super Scourge. Silver cerca di guadagnare tempo in modo da far perdere le forze a Scourge, sperando che questi regredisca alla sua forma normale, ma alla fine sia lui che gli altri vengono battuti con estrema facilità. In seguito, il viaggiatore del tempo si teletrasporto in un altro tempo per trovare il traditore dei Freedom Fighters.
Più avanti, Silver trova il diario di Antonie e leggendo il suo testamento, scopre che costui era il traditore e decide di seguire questa nuova pista, così porta il suddetto diario a Mogul, quello del suo tempo, e questi lo avvisa che potrebbe essersi sbagliato ancora una volta poiché i ricordi del passato stavano diventando sempre più distorti e avvertì il suo apprendista delle eventuali gravi conseguenze che avrebbero comportato con il suo continuo viaggio nel tempo. Silver accetta le condizioni e dopo aver preso le istruzioni dal suo maestro su come tornare nel suo futuro prima di recarsi nuovamente nel passato. Arrivato nella linea temporale, trova Antoine ricoverato in un ospedale in quanto questi si era sacrificato per salvare Elias Acorn e la sua famiglia, compreso di essersi nuovamente sbagliato persevera nella sua ricerca della verità e trova un appunto di Bunnie dove questa afferma di essere partita per risolvere le cose, così pensa sia lei la vera colpevole ma Sonic lo rimprovera dicendo che nessuno dei suoi amici poteva averlo mai tradito, dopodiché caccia via Silver. Non potendo tornare nella sua linea temporale, si reca presso Julayla Memorial Park senza sapere che cosa fare, e qui incontra Harvey Who che gli offre un posto nei Secret Freedom Fighters, un gruppo disposto a salvare le varie linee temporali senza andare nell'occhio.
Riappare in Sonic Universe dove si reca nella Mobius di 30 anni dopo per aiutare a combattere un'altra minaccia che frastaglia la linea del tempo. Lui ed i Future Freedom Fighters vincono la battaglia e Silver torna nel suo tempo.
Successivamente ritorna nell'arco narrativo The Silver Saga, dove segue un robot di un'altra linea del tempo. Incontra Lara-Su e la resistenza del tiranno che vuole dettare leggi sul suo mondo: Enerjak.
Nella serie spin-off Sonic the Hedgehog edita da IDW Publishing, Silver è identico alla sua controparte dei videogiochi e perciò è un porcospino dai poteri psichici proveniente dal futuro e alleato di Sonic.

## Accoglienza
Il personaggio di Silver è stato accolto in maniera tiepida dalla critica: alcuni lo reputano uno dei personaggi secondari più interessanti della serie mentre altri non l'hanno accolto molto bene definendolo come uno dei tanti personaggi secondari dimenticabili. Un recensore di GameSource trovò tutti i personaggi presenti in Sonic Rivals 2, tra cui Silver, come ben caratterizzati e validissimi in ogni aspetto. Tuttavia il personaggio è stato accolto in maniera più positiva dai fan e rimane comunque uno dei personaggi più popolari della serie, sia in Giappone che nel resto del mondo, tanto da apparire spesso anche nel merchandising legato alla saga.